# Sekhemrê-Khoutaouy Khâbaou
Sekhemrê-Khoutaouy Khâbaou est un roi de la Deuxième Période intermédiaire. Sa position chronologique n'est pas assurée.

## Attestations

### Attestations contemporaines

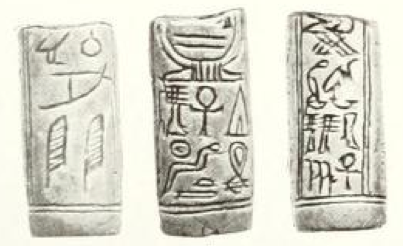
Sceau-cylindre du roi, Musée Petrie (UC 11527),.

Plusieurs attestations contemporaines ont été retrouvées :
- un sceau-cylindre qui se trouve actuellement au Musée Petrie (UC 11527)[3],
- quatre empreintes de sceaux d'Ouronarti et un de Mirgissa, ces deux lieux étant des forteresses égyptiennes en Nubie[4],
- des fragments d'une architrave en granit rouge mesurant 0,76 × 1,80 m portant son nom d'Horus et son nom de Nesout-bity et découverts lors de fouilles à Bubastis en 1891, menées par Henri Édouard Naville pour la Société d'exploration de l'Égypte[1],[5],
- une autre architrave découverte à Tanis portant le nom de Khâbaou ainsi que celui du roi Aoutibrê Hor.

Ryholt et Baker pensent que les deux architraves ne sont pas originaires de la région du Delta mais de Memphis. Les architraves pourraient avoir été déplacées après la chute de la XIIIe dynastie, lorsque les Hyksôs ont déplacé un grand nombre de monuments de Memphis à Avaris et à d'autres villes du delta du Nil, comme Bubastis et Tanis. Les architraves pourraient également être restés à Avaris jusqu'au règne de Ramsès II, lorsque ce roi a construit sa capitale à Pi-Ramsès en utilisant des matériaux provenant d'Avaris. Pi-Ramsès a ensuite été démantelé au cours de la XXIe dynastie et ses monuments ont été dispersés dans la région du Delta.

### Attestations plus tardives
Le nom de Sekhemrê-Khoutaouy est présent dans le Canon royal de Turin, il renvoie au roi Sekhemrê-Khoutaouy Amenemhat-Sobekhotep (position 7.19). Ce roi est peut-être identique au roi Khâbaou.
Ryholt et Baker pense qu'ils sont deux rois différents. Baker considère donc que Khâbaou n'est pas cité dans le canon royal ni sur aucune autre liste de rois anciens. Selon Ryholt, le nom de Khâbaou a été perdu dans une lacune du Canon royal de Turin signalée dans la colonne 7, ligne 17 du document. Le rédacteur de cette liste des rois, qui a été rédigée au début de l'époque ramesside, a écrit wsf lorsque l'ancien document dont il copiait la liste présentait une lacune.

## Identité
Le nom de Sa-Rê de Sekhemrê-Khoutaouy Khâbaou est inconnu et son identité n'est donc pas complètement établie. En effet, Sekhemrê-Khoutaouy est son nom de Nesout-bity et Khâbaou son nom d'Horus.
Ryholt a proposé Sobek comme nom de Sa-Rê car ce nom est attesté par des objets datant de la première moitié de la XIIIe dynastie, Khâbaou étant placé par Ryholt dans cette première moitié, en tant que successeur de Aoutibrê Hor.
D'autre part, Jürgen von Beckerath l'a identifié au roi Sekhemrê-Khoutaouy Paentjeny, dont il partage le même nom de Nesout-bity, et qui est par ailleurs attesté par une seule stèle. Cette hypothèse a cependant été infirmée dans une étude récente de stèle par Marcel Marée. Marée a montré que la stèle a été produite par le même atelier (et peut-être la même personne) qui a produit les stèles aux noms de Sekhemrê-Neferkhâou Oupouaoutemsaf et Sekhemrê-Ouahkhâou Râhotep, deux rois de la fin de la XVIe dynastie. L'écart chronologique est donc trop important pour identifier Khâbaou à Paentjeny.

### Identification à Sekhemrê-Khoutaouy Amenemhat-Sobekhotep
Julien Siesse, Wolfgang Helck et Stephen Quirke ont assimilé Sekhemrê-Khoutaouy Khâbaou à Sekhemrê-Khoutaouy Amenemhat-Sobekhotep. Cette hypothèse est considérée comme incorrecte par la plupart des égyptologues, dont von Beckerath, Detlef Franke, Ryholt et Anthony Spalinger. Von Beckerath et Franke soulignent que bien que les deux rois aient le même nom de Nesout-bity, leurs autres noms sont complètement différents. Spalinger soutient que les archives du niveau du Nil de la Nubie associées à Sekhemrê-Khoutaouy Amenemhat-Sobekhotep ne peuvent être attribuées à Khâbaou. 
En réponse à ces arguments, Stephen Quirke fait remarquer que les noms d'Horus et d'or de Sekhemrê-Khoutaouy Amenemhat-Sobekhotep sont connus à partir d'un seul bloc du temple de Montou à Médamoud, dont l'attribution n'est pas entièrement certaine.
Julien Siesse réfute quant à lui l'hypothèse de deux rois chronologiquement proches et ayant partagé le même nom de Nesout-bity. En effet, depuis au moins le début du Moyen Empire, le nom le plus important de la titulature royale est ce nom de Nesout-bity. Ainsi, il est clair pour lui qu'il n'y a eu qu'un seul Sekhemrê-Khoutaouy : Amenemhat-Sobekhotep. Il réfute également l'hypothèse de Quirke selon qui Khâbaou est le nom d'Horus d'Amenemhat-Sobekhotep, Menkhibef présent sur le bloc de Médamoud correspondant à un autre roi. Pour Siesse, Amenemhat-Sobekhotep a changé de protocole au cours de son règne, comme d'autres rois l'ont fait avant et après lui, dont Ouserkarê Khendjer pour la XIIIe dynastie.